# Volkertshausen

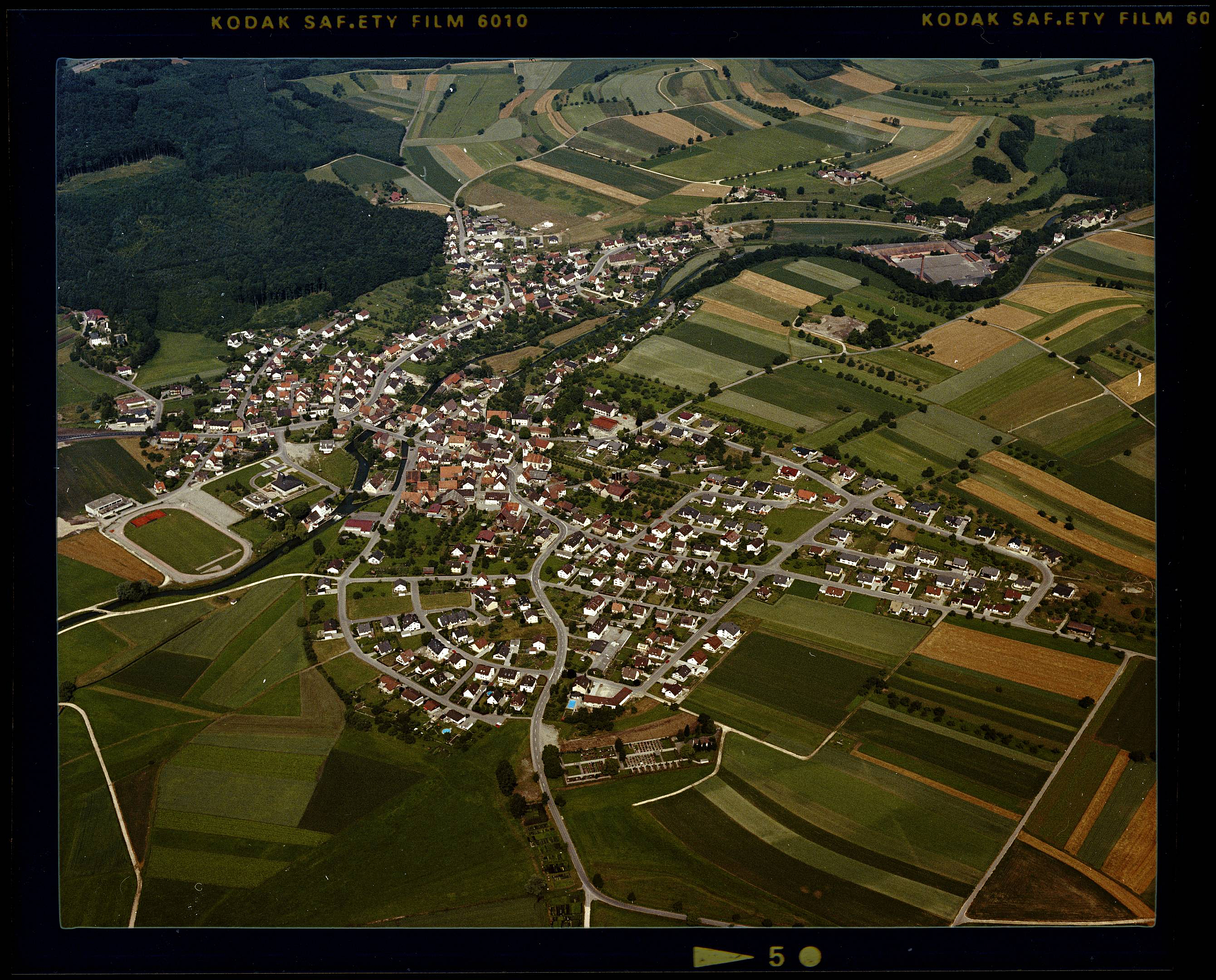
Luftbild von Volkertshausen (1983)

Volkertshausen ist eine Gemeinde im baden-württembergischen Landkreis Konstanz in Deutschland.

## Geographie

### Geographische Lage
Volkertshausen liegt nördlich des Bodensees im Hegau an der Radolfzeller Aach, rund neun Kilometer nordöstlich von Singen (Hohentwiel). Mit einer Gemarkungsfläche von 514 Hektar ist Volkertshausen flächenmäßig die kleinste Gemeinde im Landkreis Konstanz.

### Nachbargemeinden
Die Gemeinde grenzt im Norden an die Stadt Aach, im Osten an Steißlingen, im Süden an die Stadt Singen und im Westen an Mühlhausen-Ehingen.

### Gliederung
Zur Gemeinde Volkertshausen gehören außer dem gleichnamigen Dorf keine weiteren Ortschaften.

#### Historische Geographie
Im Gebiet der Gemeinde Volkertshausen liegen die abgegangenen Ortschaften Bächlingen, das 752 als Pachinova erstmals erwähnt wurde, und Kyhlstetten.

## Geschichte
Der Ort Volcholtshusen wurde im Jahre 1250 erstmals als urkundlich erwähnt; weitere Namen waren Volkoltzhusen (1275) und Volkartshusen (1301).
1501 gelangte Volkertshausen durch Verkauf an Johann Jakob von Bodman und von dessen Familie um 1519 an Hans Schlupf zu Aach. 1522 kam der Ort an die Familie von Heggelbach, 1594 erwarb die Herrschaft Langenstein das Dorf zurück. Die Grafen von Welsperg, die damals auf Langenstein saßen, die Begründer und Förderer der Volkertshauser Industrie, behielten Volkertshausen bis zum Jahr 1814. 1826 wurde Volkertshausen an Großherzog Ludwig von Baden verkauft.
Bis zur baden-württembergischen Kreisreform 1973 gehörte Volkertshausen zum Landkreis Stockach.

### Einwohnerentwicklung
- Ende 1959: 1.385
- Ende 1960: 1.460, davon 85 Ausländer[4]
- Ende 2005: 2.792
- Ende 2007: 2.867
- Ende 2015: 3.016
- Ende 2020: 3.166

## Religionen
Etwa 64 % der Einwohner gehören der römisch-katholischen Kirche, knapp 18 % der evangelischen Landeskirche und rund 6 % dem Islam an.

## Politik
Bei der Gemeindereform, die in den Jahren nach 1970 in Baden-Württemberg stattfand, konnte sich die Gemeinde Volkertshausen erfolgreich ihre Selbständigkeit bewahren. Mit der Stadt Singen und den Gemeinden Steißlingen und Rielasingen-Worblingen ist eine Verwaltungsgemeinschaft vereinbart, die für die gemeinsame Flächennutzungsplanung zuständig ist.

### Gemeinderat
Der Gemeinderat in Volkertshausen besteht aus den 12 gewählten ehrenamtlichen Gemeinderäten und dem Bürgermeister als Vorsitzendem. Der Bürgermeister ist im Gemeinderat stimmberechtigt.
Die Kommunalwahl am 9. Juni 2024 führte zu folgendem Endergebnis. Die Wahlbeteiligung lag bei 68,01 %.
| Partei / Liste          | Stimmenanteil | Sitze |
| CDU                     | 39,41 %       | 5     |
| Freie Wähler            | 35,33 %       | 4     |
| SPD                     | 21,75 %       | 3     |
| Freie Grüne Liste (FGL) | 3,52 %        | 0     |

### Bürgermeister
Bürgermeister von Volkertshausen ist seit dem 19. April 2019 Marcus Röwer. Sein Vorgänger Alfred Mutter hatte das Amt seit dem 19. April 1983 inne. Bei seinen Alleinkandidaturen erreichte er 1991 69,77 Prozent und 1999 64,3 Prozent Wahlbeteiligungen. Die letzte Wiederwahl war am 18. Januar 2015.

### Wappen
| Wappen der Gemeinde Volkertshausen | Blasonierung: „In Silber (Weiß) ein roter Zickzackbalken (zwei Zacken unten).“ |
| Wappen der Gemeinde Volkertshausen | Wappenbegründung: Volkertshausen gehörte bis zum Anfall an Baden 1806 zur Herrschaft Langenstein, die sich seit 1671 in der Hand der Freiherren, ab 1693 Grafen von Welsberg befand. Bei der Schaffung des Gemeindewappens im Jahre 1897 wurde auf Empfehlung des Generallandesarchivs als Motiv der Zickzackbalken gewählt, der – silbern in Rot – das Bild des zweiten und dritten Feldes des gräflich welsbergischen Wappens ausmacht. Die Gemeindesiegel des 19. Jahrhunderts eigneten sich nicht zur Umsetzung in ein Wappen. Sie enthielten lediglich den badischen Wappenschild, zum Teil von zwei Lorbeerzweigen umgeben, oder ein zwar reiches, aber sehr allgemeines Siegelbild: über einem ovalen Schild mit den Großbuchstaben VKH (Volkertshausen) ein Engelskopf, unter dem Schild schräggekreuzt Rechen und Sense, die an einer gestürzten Sichel aufgehängt sind. Am 10. Mai 1965 wurde vom Innenministerium die Flagge verliehen. |

### Partnergemeinden
Volkertshausen unterhält seit 1991 partnerschaftliche Beziehungen zu Schönau-Berzdorf in Sachsen und seit 1998 auch zu Bolsena in Italien.

## Bildung
In Volkertshausen gibt es eine Grundschule sowie einen Kindergarten.